# Ashley Barnes
Ashley Luke Barnes (ur. 30 października 1989 w Bath) – angielski piłkarz występujący na pozycji napastnika w Burnley.